# Christian Huber (Politiker, 1944)
Christian Johannes Huber (* 9. Juli 1944 in Zürich; heimatberechtigt in Walenstadt SG und Pfäffikon ZH) ist ein Schweizer Politiker (SVP).

## Biografie
Christian Huber wurde in Zürich geboren, wo er auch die Schulen besuchte. Sein Rechtsstudium, das er als Werkstudent absolvierte, schloss er 1973 ab und promovierte magna cum laude mit der Dissertation Die Betäubungsmittel vom Typ Cannabis – Strafrechtliche Probleme und gesetzgeberische Aspekte. Anschliessend arbeitete er als juristischer Sekretär am Bezirksgericht Uster. 1974 wurde er zum Staatsanwalt, 1981 zum Oberstaatsanwalt ernannt. 1987 wählte ihn der Kantonsrat als Oberrichter ins Obergericht des Kantons Zürich. 1994 übernahm er das Präsidium des Geschworenengerichts. Als solcher erlangte er nationale Bekanntheit wegen seiner Verhandlungsleitung im als «Jahrhundertprozess» bezeichneten Verfahren gegen den Sexualstraftäter René Osterwalder.
Von 1999 bis 2005 war Huber Mitglied der Regierung des Kantons Zürich, wo er die Finanzdirektion leitete. Im Amtsjahr 2003/2004 war er Präsident der Regierung des Kantons Zürich. Im Frühling 2005 trat er aufgrund von Differenzen mit einem Teil der Parteileitung von seinem Amt zurück. Danach lebte er mit seiner Frau über 10 Jahre lang auf dem ehemaligen Frachtschiff «Kinette» und bereiste die Kanäle Europas.
2023 erschien sein Buch «Der Mordfall Näf», eine True Crime Story in der Edition Königstuhl in Zürich (ISBN 978-3-907339-56-5).
Huber ist seit 1973 verheiratet und Vater zweier erwachsener Kinder.